# 田中諭一郎
田中 諭一郎（たなか ゆいちろう、1901年5月1日 - 1983年11月25日）は、日本の農学者。柑橘類の研究で知られる。

## 略歴
愛知県出身。愛知県立農林学校（現・愛知県立安城農林高等学校）を1919年に卒業、農商務省園芸試験場の助手となり、台北帝国大学園芸教室の助手、講師を務めた。1941年から静岡県柑橘試験場の技師となった。1942年、台北帝国大学から『日本在来果樹、特に柑橘、栗、梅に関する譜学的研究』で農学博士号を得た。1946年、静岡県柑橘試験場長となった。柑橘類の分類と育種を専門とし、静岡県内のミカン栽培の巡回指導をした。温州ミカンの品種、「宮川早生」、「肥後早生」、「青島温州」などの育種、普及に貢献した。著書に『日本柑橘図譜』（1948年）などがある。

## 著作
- 園芸植物繁殖法〈上,下巻〉 (1935年/1935年)
- 日本柑橘図譜〈上,下巻〉―日本に於ける柑橘の種類に関する譜学的研究 (1948年)
- 園芸植物繁殖法〈上,下巻〉(1949年)
- みかんとびわ (1950年) (職業文庫)
- ミカンの増収技術 (1960年)